# Paramerina minima
Paramerina minima är en tvåvingeart som först beskrevs av Jean-Jacques Kieffer 1911.  Paramerina minima ingår i släktet Paramerina och familjen fjädermyggor.
Artens utbredningsområde är Seychellerna. Inga underarter finns listade i Catalogue of Life.